# Tony Kappen
Anthony George Kappen, nato Kepezensky, detto Tony (Brooklyn, 13 aprile 1919 – Lynbrook, 18 dicembre 1993), è stato un cestista statunitense, professionista nella ABL e nella BAA.